# Hinobaan
Hinobaan ([inoˈβaan]; en hiligueino: Hinubaan; en cebuano: Hinubaan) es un municipio filipino de tercera clase en la provincia de Negros Occidental, Filipinas. Es la ciudad más sureña de la provincia. Está rodeado por Sipálay y Candoní; al sur de Basay (Negros Oriental) (parte de Negros Oriental); al este del poblado de Ilog; y al oeste del Mar de Sulu. Según el censo de 2000, tiene una población de 50,809 personas en 9,783 hogares.
El área total de Hinobaan es de 421.50 kilómetros cuadrados.

## Gobierno
- Alcalde: Hon. Teresa L. Bilbao

- Vice Alcalde: Hon. Rey Ronald Cabalde

## Barangayes
Hinobaan está administrativamente subdividido a 13 barangayes.
- Alim
- Asia
- Bacuyangan
- Barangay I (Pob.)
- Barangay II (Pob.)
- Bulwangan
- Culipapa
- Damutan
- Daug
- Po-ok
- San Rafael
- Sangke
- Talacagay